# Nycticebus borneanus
Nycticebus borneanus är en art i släktet tröglorier som förekommer på Borneo. Populationen listades en tid som synonym till Nycticebus menagensis och sedan en studie från 2013 klassificeras den som art.

## Utseende
Artens tydligaste kännetecken är den mörka ansiktsmasken kring ögonen som står i kontrast till andra delar av huvudet. Masken består av en mörk fläck under varje öga som inte når längre än till okbensbågen. Dessutom utgörs masken av en mörk fläck ovanför varje öga som vanligen är rund men fläcken kan även vara otydlig. Nycticebus borneanus har dessutom en brun fläck på huvudets topp som hos de flesta exemplar är rund. Denna fläck kan ibland likna en strimma. En ljus strimma med varierande bredd sträcker sig över näsryggen. Öronen är täckta med hår. Allmänt är artens päls yvig med långa hår.
Den genomsnittliga kroppslängden (huvud och bål) är 26 cm och svansen är bara en liten stubbe (cirka 1,5 cm lång). Enligt den ursprungliga beskrivningen från 1906 varierar pälsfärgen på ovansidan mellan blek brunaktig och blek orangebrun eller intensivare orangebrun. Hos flera individer har många hår vita spetsar vad som liknar frost. Undersidans päls har en ljusgrå färg, ibland med några punkter inblandade som har en rosa till ljusbrun färg. Bakfötternas längd är 5,8 till 6,7 cm.

## Utbredning
Utbredningsområdet sträcker sig från centrala till sydvästra Borneo. Arten vistas i låglandet mellan 20 och 150 meter över havet. Nycticebus borneanus registrerades i skogar som domineras av dipterokarpväxter. Antagligen lever den även i andra fuktiga skogar liksom andra tröglorier.

## Ekologi
Individerna är nattaktiva och de klättrar främst i träd. I samma utbredningsområde lever även Nycticebus menagensis och Nycticebus kayan.

## Bevarandestatus
Skogens omvandling till odlingsmark för bland annat oljepalmer är det största hotet mot beståndet. Ett annat hot är större skogsbränder. Den nära besläktade arten Nycticebus menagensis fångas illegal och hölls som sällskapsdjur. Flera exemplar av Nycticebus menagensis dödas och kroppsdelarna används i den traditionella asiatiska medicinen. IUCN befarar att många individer av Nycticebus borneanus fångas och dödas med samma anledning. Naturskyddsorganisationen uppskattar att hela populationen minskade med 30 procent under de gångna 24 åren (tre generationer) och listar arten som sårbar (VU).